# Argyrohippus
Argyrohippus è un genere estinto di mammiferi notoungulati, appartenente ai tossodonti. Visse tra l'Oligocene superiore e il Miocene inferiore (circa 25 - 20 milioni di anni fa) e i suoi resti fossili sono stati ritrovati in Sudamerica. 

## Descrizione
Questo animale doveva essere vagamente simile, come corporatura e dimensioni, a una capra. È tuttavia conosciuto soprattutto per resti della dentatura, che era molto specializzata: la dentatura era completa e continua (ovvero priva di diastema), ma i denti premolari e molari erano ipsodonti. I canini erano piccoli. Sui premolari era presente un cingulum molto sviluppato, mentre i molari erano molto allungati. In generale la forma dei premolari e dei molari ricordava molto quella degli equidi. Le caratteristiche più peculiari che distinguevano Argyrohippus da altri animali simili erano i cingula interni a forma di coppa e l'assenza di cingula sui premolari, e soprattutto uno spesso strato di cemento dentario. 

## Classificazione
Il genere Argyrohippus (il cui nome significa "cavallo dell'Argentina") venne descritto per la prima volta da Florentino Ameghino nel 1902, sulla base di resti fossili ritrovati in terreni del Miocene inferiore in Argentina. La specie tipo è Argyrohippus fraterculus; Ameghino descrisse un'altra specie, A. boulei, che differiva principalmente in alcune caratteristiche dentarie (ad esempio negli incisivi più sporgenti) e nella maggiore taglia. Nel 1935 venne descritta da Bryan Patterson una nuova specie, A. praecox, dell'Oligocene superiore dell'Argentina, dotata di denti più brachiodonti. 
Argyrohippus è stato tradizionalmente classificato nella famiglia dei notoippidi (Notohippidae), un gruppo di mammiferi notoungulati dalla dentatura simile a quella dei cavalli. La famiglia, tuttavia, è stata più di recente ritenuta parafiletica, e comprende alcune forme ritenute ancestrali all'origine dei tossodontidi. Lo stesso Argyrohippus è ritenuto essere una di queste forme.